# 仮面ライダーバトル ガンバライド カードバトル大戦
『仮面ライダーバトル ガンバライド カードバトル大戦』（かめんライダーバトル ガンバライド カードバトルたいせん）は、バンダイナムコゲームス（現:バンダイナムコエンターテインメント）より2010年7月29日に発売されたニンテンドーDS用ゲームソフト。

## 概要
トレーディングカードアーケードゲーム『仮面ライダーバトル ガンバライド』のコンシューマ向けタイトルである。
バトルキャラクターはヒーローカードで67体、スペシャルカードは83体以上。第1弾から第9弾までの筐体排出カード700枚以上、同時期のプロモーションカードなどに加え、本作品オリジナルカードをデジタル化して収録している。独自のストーリーモードが存在し、様々なバトルが繰り広げられていく。
アーケード版第11弾ではプレイ後・デモ画面終了後、本作品用に全8種類のパスワードが公開されていた。パスワードはこの他にも書籍などにも記載されている。

## 登場人物
主人公
男の子（初期設定名は「ライト」）、女の子（初期設定名は「ルリ」）から性別を選択、名前は自由に変更可能。小学生だが、詳しい学年は不明。土門超常現象研究所「DOLL」（ドール）で手伝いをしており、所長の腕利きの助手として評判となる。謎の少年・セラフからギアを託され、人知れず事件を解決していくが、「DOLL」の手柄はなくなってしまうため、調査依頼は減っていく。
有川ケンジ
レストラン「デリシオッソ」店長・有川このみの弟。14歳の中学2年生。ガンバライド好きの少年で、主人公がギアを使ってライダーと戦っていることを知り、そのアドバイザーになる。主人公とともに悪に立ち向かうが、事件を解決するためなら、手段を選ばない過激な計画を立てることもあり、主人公やスガにたびたび止められる。
土門ヒロト
「DOLL」所長。40歳。一人称は「ボク」。主人公を男の子なら「少年」、女の子なら「乙女」と呼ぶ。一連の事件を起こしているのが実体化したライダーたちであることを知らないため、「宇宙人や未来人、未知の自然現象などが原因である」と的外れな推測をする。
スガ・サブロウ
内閣超常現象対策班「カウンターガイスト」の調査官。「DOLL」に持ち込まれた依頼は、（主人公が人知れず解決させているために）真相が謎のままではあるが解決することに目を付け、自身も依頼を持ち込む。主人公がライダーと戦っていることを知り、ギアを取り上げるが、結局使いこなせなかったため、主人公に協力するようになる。
バグ
カード収集を目的とする怪人たち。
Dr.ハデス
カリフラワー頭にアロハシャツの男性。バグたちを暗躍させたり、ギアを渡した人物に悪事を働かせている。
セラフ
主人公にギアを与えた謎の少年。彼にはある目的があるという。

## ストーリーモード
サイキョウ（西京）シティを舞台に、ディケイドライバーに似た謎の装置「ガンバライドギア」によって、ガンバライドカードから実体化したライダーが怪事件を起こす。主人公はギアを悪用する人物を探して、ガンバライドで対決、事件を解決していく。ひとつの章ごとに1週間が経過し、章が進むとガンバライドの次弾が稼働、新しいカードが手に入るようになる。

### プロローグ
何者かによってショッピングセンターのゲームコーナーからガンバライドカードが全て抜き取られてしまう。主人公は調査を進めていくうちに有川ケンジに出会いガンバライドを教わる。謎の少年・セラフからギアを渡され「悪を倒せ」と頼まれる。そして主人公は実行犯を倒し、事件が解決した。

### 第1章
「DOLL」に依頼者の女子高生・星野サラがやってきた。彼女によると、同級生のカレンが掛け算もできないのにテストで毎回100点を取り続けているのだという。主人公たちはジョーナン女子学園に向かったが、カレンは既に帰った後だった。「DOLL」に戻ろうと主人公が路地を進んでいると、バグが現れ、新2号とキバ ドッガフォームを実体化させて主人公を襲わせてきた。主人公はバグを倒したが、バグはまだまだ存在しており、その全てが主人公を狙うことを宣言して消滅した。主人公はバグに対抗するためにゲームセンターでガンバライドの特訓を行うことにした。そこで偶然ケンジと会い、一戦を交えた。テストの当日、主人公たちはジョーナン女子学園に再び向かった。そこでカレンと出会ったが、彼女は以前バグにカードを盗ませていた張本人だった。再び主人公は特訓でケンジと一戦を交え、ケンジから電王とゼロノスについて教わった。カレンは電王 ソードフォームとゼロノス アルタイルフォームを実体化して、『電王』のデンライナーで過去へ行きカンニングをしていた。カレンが100点に固執するのは両親を安心させるためで有り、青空公園でカレンを倒し事件を解決した。しかし、カレンはDr.ハデスという謎の男によりギアを取り上げられ、そのハデスは光をともして消えた。

### 第2章
「DOLL」に依頼者・三田クニコがやってきた。彼女によると、ある日ゲームセンターで行方不明になった息子・三田シンヤを探して欲しいという依頼だった。どうやら彼は、ガンバライドのモニターに吸い込まれてしまったようだ。その後、裁判に証人として出廷する予定だった青年・本木イチローがショッピングモールにいるとき急に消えてしまった。目撃者によると彼は車の窓に吸い込まれていったのだという。さらにその後南下シティで、あと一歩で有罪判決が下るはずだった女性・白川マリが行方不明になってしまった。それらは全て「センセイ」と呼ばれる弁護士・山田ヒロシが龍騎・ナイトを使い、行方不明者をミラーワールドに吸い込ませていたのだった。弁護士事務所でセンセイを倒すと、事件が解決した。センセイは、『キバ』のキャッスルドランに避難させていた行方不明者たちを帰すことを約束したが、センセイもまたDr.ハデスによりギアを取り上げられる。そして再び、ハデスは光をともして消えた。戸惑う主人公に、それを見ていたケンジは「内緒にする」と言い主人公の協力者になる。その数日後、行方不明者が次々と家に帰ってきた。それから一週間後、ガンバライドの大会であるサマーカップが開かれた。優勝した主人公は賞品として「2-001 仮面ライダーディケイド」を手に入れた。

### 第3章
ある日、内閣超常現象対策班「カウンターガイスト」調査官のスガ・サブロウがやってきた。彼によると、街に正体不明のアニマル型UMAと黄色い仮面の幽霊が現れる事件が発生したのだという。ケンジはUMAは『剣』のアンデッド、仮面の幽霊はキバかファイズのどちらかだと推測する。青空公園を調査中にギアから音が鳴り、裏のボタンを4回押しても音が止まることはなかった。慌てた主人公は路地に逃げるが、追いかけてきたケンジに調査中に起こった出来事を説明する。するとケンジはもう一つのギアに近づいているんじゃないかと指摘する。そして真っ直ぐ進むと音が大きくなり、放水路の暗がりが見えた。そこで主人公は、アンデッドとファイズを使いビルなどの建物を破壊していた青年・マサルを見つけ、追い詰める。しかし、突如乱入してきたバグの妨害によりマサルに逃げられてしまった。その後マサルは駅に現れ、ブレイドとファイズに駅を破壊させようとした。以前の様子を全て見ていたスガは、大人としての責任から主人公からギアを取り上げ新1号と新2号を実体化させることに成功したが、不完全な状態だったのでマサルを止めることはできなかった。すると突然セラフが現れ、不完全な状態で現れたのは正義の心が足りないからと指摘する。その隙にマサルは駅を破壊させようとするも、セラフに現実を突き付けられたスガにギアを返された主人公に倒され、事件は解決した。しかしマサルはバグによりギアを取り上げられ、Dr.ハデスの時と同様にバグも光をともして消えていった。一部始終を見ていたスガは状況を納得し、主人公の新たな協力者となる。

### 第4章
「DOLL」に再びスガが依頼にやってきた。彼によると、ビッグアリーナが破壊され、目撃者によると数人の影が会場を一緒になって破壊しそのまま消えていったのだという。そして、破壊されたビッグアリーナはオータムカップの開催地だった。このことからケンジは、ディエンドの仕業と推測する。その会話をアンノウンジャーナルの記者・ホッパーが盗み聞きしていたが、ホッパーは途中から話を聞いていたため、ギアの存在は隠せた。彼は警察が介入出来ない非合法な情報を調べることが出来るため、一時的に協力関係となる。その後、主人公が一人で調査をしていると、挙動不審な少年に出会う。少年はレアカードを持っていないので、ガンバライド大会が中止になって嬉しいと言う。疑問を覚えた主人公は彼が実行犯ではないかと疑う。その後、ホッパーから事件の犯人はアキオという男だと教えられる。さらに数日後、オータムカップの場所がショッピングセンターに変更された。そして、アキオがガンバライド大会事務局を襲撃してレアカードを盗むと予告した。予告から一週間後、主人公がガンバライド大会事務局を張り込んでいると、アリーナで会った少年が手にギアを持って現れる。少年の正体は、アリーナ破壊事件の犯人であるアキオだった。主人公はアキオを追い詰めていく。アキオによると欲しいレアカードが手に入らないためディエンドのカメンライドで他のライダーを呼び出し会場を破壊していた。アキオを倒し事件が解決した。しかし、アキオもバグによりマサルと同じようにギアを取り上げられ、前回の時と同様に光をともして消えていった。その後、足音が聞こえ、スガが来ると思い焦った主人公はW サイクロンジョーカーを実体化して、気を失ったアキオを安全な場所に逃がした。しかし、やってきたのはホッパーだった。その後、オータムカップが開かれ、アキオも参加していた。優勝した主人公は賞品として「4-001 仮面ライダーディケイド」を手に入れた。

### 第5章
「DOLL」に三度スガがやってきた。彼は、何者かが変電所を破壊し多くの家が停電になる事件のことでDOLLに駆け込んで来たのだ。所長はオーラの仕業と推測するが、ケンジはストロンガーが電キックで破壊したと推測する。それから数日が経ち、「DOLL」にリョウコという女性からDVDが送られる。送り主のリョウコは、自分が事件の犯人であることを明かす。彼女曰く変電所を破壊したのは実験であり、これからも実験を続けると発表。そしてある時主人公達がデリシオッソに居ると、スガがリョウコの目撃情報を持ってきた。それによるとリョウコは放水路の暗がりに居るらしく、主人公とリョウコはそこで決着をつけようとする。が、突如現れたDr.ハデスが間に割って入り、リョウコを説得。リョウコは再びDVDを送ると宣言すると、ハデスと共に消えてしまった。暫くしてリョウコは再びDVDをDOLLに送り、発電所で次の実験を行うと予告する。そして予告通りリョウコは発電所に現れたが、なんと新たにBLACKのレジェンドレアカードを手に入れていた。主人公は発電所でリョウコと決着をつけて事件を解決させ、リョウコも潔く負けを認めたのだが、突然現れたDr.ハデスがリョウコに諦めないよう説得する。然しリョウコは己の意志を曲げず、業を煮やしたDr.ハデスにギアを取り上げられた。そして次は自分が相手と宣言し、カブトのクロックアップで逃げていった。その後、リョウコはスガの手配により警察に逮捕された。

### 第6章
前章から数日後、「DOLL」にスガが青空公園の散歩中に偶然見つけたらしい赤・青・金色の欠片を持ってきた。それはDr.ハデスがアギト トリニティフォームを実体化させた際に取れた欠片であり、所長はそれを調べる為にオーパーツトレーサー2010（略してオレサー）を作った。早速オレサーが反応すると、外にはアギト トリニティフォームとG3-Xが現れていた。所長とヒミコはトレーサーを用意するためいったんDOLLに戻る。その直後にDr.ハデスが現れ、ビッグアリーナで決着をつけると言った後にアギト トリニティフォームとG3-Xを連れて去っていった。そして、スガがカウンターガイストに戻ってDr.ハデスを調査した結果、86%の確率ではあるが、ハデスの正体は所長が偉い学者だった時の恩師・ノバヒデオである可能性が浮上した。そしてビッグアリーナでDr.ハデスとの最終決戦が始まる。Dr.ハデスの真の目的はギアを研究して、自身のゼウス理論（ギアによる仮面ライダーの実体化と同じ理論）を完成させ、ゼウス理論を馬鹿にした人間たちへの復讐、そして自分が神になることだった。Dr.ハデスを倒して、全てが終わったと思われていたその時、突然セラフが現れた。Dr.ハデスはセラフに助けを求めるが、セラフはDr.ハデスからギアを取り上げる。その後、Dr.ハデスことノバは、スガの手配により警察に逮捕された。

### 第7章
ある日の夜、ケンジが急にいなくなった。その数日後、何者かが国道で8人の暴走族に大怪我を負わせた。ケンジがBLACK RXとシャドームーンを使い、暴走族を懲らしめていたのだ。その数日後、ウインターカップが開かれた。優勝した主人公は賞品として「7-001 仮面ライダーW サイクロンジョーカー」を手に入れた。その後、ケンジが現れて主人公を仲間に勧誘する。しかし、主人公が断わるとケンジは放水路で決着をつけると言い出した。放水路の暗がりでケンジを倒した。しかしケンジはガタックを呼び出しクロックアップで逃げていった。

### 第8章
何者かによって新聞記者が襲撃された。その数日後、青空公園で新人雑誌記者が襲撃される。何者かがクウガ ライジングアルティメット（ブラックアイ）とリュウガ ファイナルベントで新聞記者と雑誌記者を襲わせていたのだった。主人公は青空公園の調査中にホッパーと再会するが、彼の様子はどこかおかしかった。その後、所長は新聞記者と雑誌記者が襲撃されることに注目して、次に狙われるのはテレビ関係者だと推測する。テレビ局に向かうと、ものすごい人だかりがあった。どうやら山火事が起きたらしい。主人公たちがテレビ局を張り込んでいると、ギアを手にしたホッパーが現れた。ホッパーを倒すとポルターガイスト事件は解決した。その後ケンジが現れ、気を失っているホッパーからギアを取り上げる。そして響鬼を呼び出し、鬼火で主人公たちを足止めさせた。気づくとケンジの姿は消えていた。

### 第9章
ある日、かつてギアを使って悪事を働いた弁護士・山田ヒロシが何者かに襲撃される。その後、国道で騒音が問題になっていたトラックが爆発した。そして、実行犯を名乗る謎の人物「仮面ジャスティス」が現れる。すると、仮面ジャスティスはディケイドとファイズ アクセルフォームを実体化させた。主人公はその声でケンジだと確信した。そしてある日、ゲームセンターのトイレでオオトモタツヤという高校生が、仮面ジャスティスが実体化した電王 ガンフォームに襲撃された。そこで仮面ジャスティスは一週間後のスプリングカップで決着を着けることをほのめかす。そして、スプリングカップで仮面ジャスティスとの最終決戦が行われた。仮面ジャスティスの正体はやはりケンジであり、優勝した主人公とケンジはセラフからギアをそっと抜かれた。それに気づいた二人はセラフにありがとうと言い笑いあう。セラフは笑いながら帰って行った。

## 声の出演
- 仮面ライダーW（翔太郎） - 桐山漣
- 仮面ライダーW（フィリップ） - 菅田将暉
- 仮面ライダーアクセル - 木ノ本嶺浩
- 仮面ライダーディケイド - 井上正大
- 仮面ライダーディエンド - 戸谷公人
- 仮面ライダーキバ - 瀬戸康史
- 仮面ライダーイクサ - 加藤慶祐
- 仮面ライダーNEW電王 - 桜田通
- 仮面ライダーゼロノス - 中村優一
- 仮面ライダーZX - 菅田俊

- 仮面ライダー電王 ソードフォーム / モモタロス - 関俊彦
- 仮面ライダー電王 ロッドフォーム - 遊佐浩二
- 仮面ライダー電王 アックスフォーム、シャドームーン - てらそままさき
- 仮面ライダー電王 ガンフォーム - 鈴村健一
- デネビックバスター - 大塚芳忠
- 仮面ライダーネガ電王 - 緑川光
- マチェーテディ - 小野大輔
- キバットバットIII世 - 杉田智和
- 魔皇竜タツロット - 石田彰

- ナレーション、ディケイドライバー音声、ディエンドライバー音声、ケータッチ音声 - マーク・大喜多
- ナレーション、ガイアメモリ音声、キングラウザー音声 - 立木文彦

- 仮面ライダースーパー1 - 根本幸多[10]
- 仮面ライダー1号 - 稲田徹[11]

## 主題歌
「FIGHT-RIDE！（ファイトライド！）」
「GET-RIDE！（ゲットライド！）」
歌 - 高取ヒデアキ

## 初回限定特典
- アーケード版ガンバライドのスペシャルカード「P-119 11（イレブン）ライダーキック」[4]

クウガからWまでの平成ライダー11人が登場し、一斉にライダーキックを放つ。

## 関連商品
- 『仮面ライダーバトルガンバライド カードバトル大戦 DS超速公式ガイドブック』小学館〈ワンダーライフスペシャル〉、2010年7月29日。ISBN 978-4091064714。